# Primo ministro del Liechtenstein
Il primo ministro del Liechtenstein è il capo del governo liechtensteinese, esercitante il potere esecutivo nel principato del Liechtenstein.

## Nomina
La carica di primo ministro spetta a un membro del partito vincitore nelle elezioni parlamentari. È l'unico membro del governo che, una volta eletto, deve prestare giuramento al Principe sovrano. Gli altri quattro ministri e i funzionari statali infatti, prestano giuramento al primo ministro stesso.

## Ruolo e funzioni
Il primo ministro, oltre che capo del governo, è responsabile degli affari che vengono delegati dal Principe sovrano. Ha il compito di:
- Controfirmare le leggi, i decreti e gli editti emanati dal Principe o in suo nome;
- Tenere informato il Principe sull'attività del governo;
- Firmare le leggi, i decreti e le deliberazioni sovrane, al fine di farli entrare in vigore.